# Vocaloid
VOCALOID (ボーカロイド, Bōkaroido) est un logiciel de synthèse vocale développé par Yamaha Corporation qui permet à l'utilisateur de synthétiser du chant en entrant des paroles et une mélodie.  Il utilise la technologie de voix de synthèse spécialement enregistrées avec des voix d'acteurs ou de chanteurs. Pour créer une chanson, l'utilisateur doit saisir la mélodie et les paroles. Une interface de type piano roll est utilisée pour l'entrée de la mélodie et les paroles peuvent être inscrites sur chaque note. Le logiciel peut changer la prononciation, ajouter des effets comme le vibrato, ou changer la dynamique et le ton de la voix. Vocaloid permet d'utiliser plusieurs banques de voix, chacune étant vendue comme « un chanteur dans une boîte » conçu pour agir comme un chanteur réel. Le logiciel a été initialement uniquement disponible en anglais et en japonais, mais avec Vocaloid 3 arrivent des langues supplémentaires comme l'espagnol, le chinois ou le coréen.
Les mélodies les plus populaires sont généralement de la J-pop, mais tous les genres musicaux sont représentés. La plupart des banques de voix de Vocaloid sont conçues comme de véritables personnages à qui ses créateurs attribuent une image, un nom, un sexe, une taille ou un caractère. La plus célèbre est Hatsune Miku créé par Crypton Future Media. La devise des créateurs de Vocaloid est que les seules limites sont les compétences des utilisateurs eux-mêmes. Des groupes de musique japonaise comme Livetune et Supercell ont publié des chansons créées entièrement ou partiellement avec Vocaloid. Des artistes tels que Mike Oldfield ont également utilisé Vocaloid dans leur travail pour ajouter des chœurs ou pour du sampling.

## Fonctionnalités
VOCALOID est un logiciel de MAO qui permet de synthétiser la voix humaine. Développé par Yamaha en collaboration avec l'université Pompeu-Fabra de Barcelone, en Espagne, il emploie la technologie de synthèse vocale Vocaloid avec différentes banques de voix enregistrées spécialement par des comédiens de doublage ou des chanteurs. Pour créer une chanson, l'utilisateur doit entrer la mélodie, au moyen d'une interface représentant un clavier de piano ou en chargeant un fichier MIDI, et les paroles, qui peuvent être placées sur chacune des notes. Le logiciel peut modifier la prononciation (longueur des consonnes notamment), ajouter des effets tels que le vibrato, ou changer les nuances et le timbre de la voix.

## Chanteurs virtuels

### VOCALOID1
| Nom du personnage | Genre | Langue chantée    | Créé par             | Extensions et Doublage |
| ----------------- | ----- | ----------------- | -------------------- | ---------------------- |
| LE♂N              | Homme | Anglais           | Zero-G Ltd.          |                        |
| L♀LA              | Femme | Anglais           | Zero-G Ltd.          |                        |
| MIRIAM            | Femme | Anglais           | Zero-G Ltd.          |                        |
| MEIKO             | Femme | Japonais officiel | Crypton Future Media | Doublage: Meiko Haigō  |
| KAITO             | Homme | Japonais officiel | Crypton Future Media | Doublage: Naoto Fuga   |

### VOCALOID2
| Nom                   | Genre | Langue(s) chantée(s) | Créé par             | Extensions et Doublage |
| --------------------- | ----- | -------------------- | -------------------- | --- |
| Hatsune Miku          | Femme | Japonais et anglais  | Crypton Future Media | Extensions : Hatsune Miku Append : mise à jour de Miku Hatsune comprenant 6 banques de voix améliorées : Soft, Sweet, Dark, Light, Solid et Vivid Doublage : Saki Fujita                                                                                   |
| Kagamine Rin          | Femme | Japonais             | Crypton Future Media | Extensions : Kagamine Rin Append : mise à jour de Rin Kagamine comprenant 3 banques de voix améliorées : Warm, Sweet, Power Doublage : Asami Shimoda |
| Kagamine Len          | Homme | Japonais             | Crypton Future Media | Extensions : Kagamine Len Append : mise à jour de Len Kagamine comprenant 3 banques de voix améliorées : Cold, Serious, Power Doublage : Asami Shimoda |
| Megurine Luka         | Femme | Japonais et anglais  | Crypton Future Media | Extensions : Megurine Luka Append : mise à jour de Megurine Luka qui comprendra des banques de voix améliorées, développé pour être utilisé avec Vocaloid 3 uniquement. Doublage : Yū Asakawa                                                              |
| VY1 Mizki             | Femme | Japonais             | Bplats               | VY1v3 : mise à jour de VY1 pour Vocaloid 3 |
| VY2 Yûma              | Homme | Japonais             | Bplats               | VY2v3 : mise à jour de VY2 pour Vocaloid 3 plus banque vocale VY2v3 Falsetto pour les notes aiguës. |
| BIG AL                | Homme | Anglais              | PowerFX Systems AB   | Doublage : Franck Sanderson |
| Sweet ANN             | Femme | Anglais              | PowerFX Systems AB   | Doublage : Jody (identité exacte non révélée) |
| Prima                 | Femme | Anglais              | Zero-G Ltd.          | |
| SONiKA                | Femme | Anglais              | Zero-G Ltd.          | |
| Tonio                 | Homme | Anglais              | Zero-G Ltd.          | |
| Camui Gackpo/Gackpoid | Homme | Japonais             | INTERNET Co., Ltd    | Gakupo Kamui V3 et Append : mise à jour de Gakupo Kamui comprenant 3 banques de voix améliorées : Power, Whisper, et une banque de voix réenregistrée pour Vocaloid 3 Doublage: GACKT(Camui Gackt)                                                         |
| Lily                  | Femme | Japonais             | INTERNET Co., Ltd    | Lily V3 : mise à jour de Lily comprenant la banque de voix enregistrée pour Vocaloid 2 et une banque de voix réenregistrée pour Vocaloid 3 Doublage : Yuri Masuda                                                                                          |
| GUMI/Megpoid          | Femme | Japonais et anglais  | INTERNET Co., Ltd.   | Vocaloid 3 Megpoid/GUMI Extend : mise à jour de Megpoid Gumi pour Vocaloid 3 comprenant 5 banques de voix améliorées : Adult, Whisper, Sweet, Power et Native. Elle a aussi une banque de voix anglaise pour la rendre bilingue Doublage : Megumi Nakajima |
| Ryuto/Gachapoid       | Homme | Japonais             | INTERNET Co., Ltd    | Doublage : Kumiko Amemiya |
| SF-A2 Miki            | Femme | Japonais             | AH-Software          | Doublage : Miki Furukawa |
| Nekomura Iroha        | Femme | Japonais             | AH-Software          | Doublage : Kyonosuke Yoshitate |
| Kaai Yuki             | Femme | Japonais             | AH-Software          | |
| Hiyama Kiyoteru       | Homme | Japonais             | AH-Software          | Doublage: Kiyoshi Hiyama |
| Utatane Piko          | Homme | Japonais             | Ki/oon Records Inc.  | Doublage : Piko |

### VOCALOID3
Yamaha a annoncé le 8 juin 2011 la sortie de Vocaloid 3 le 30 septembre 2011. La nouvelle version inclut des voix plus réalistes, plus de possibilités dans les outils d'édition et de nouvelles langues disponibles comme le chinois, le coréen et l'espagnol.
La toute première Vocaloid de cette version se prénomme Mew, et elle est inspirée de Miu Sakamoto.
| Nom du personnage                                             | Genre  | Langue(s) chantée(s)        | Créé par                                        | Extensions et Doublage |
| ------------------------------------------------------------- | ------ | --------------------------- | ----------------------------------------------- | --- |
| Mew                                                           | Femme  | Japonais                    | Yamaha                                          | MEW "Second Edition" : mise à jour avec 3 nouveaux plug-in. Doublage : Miu Sakamoto |
| SeeU                                                          | Femme  | Coréen et japonais          | SBS Artech                                      | Doublage : Kim Dahee |
| Vocaloid 3 Megpoid/GUMI Extend                                | Femme  | Japonais et Anglais         | Internet Co. Ltd                                | Vocaloid 3 Megpoid/Gumi Extend : mise à jour de Megpoid Gumi pour Vocaloid 3 comprenant 5 banques de voix améliorées : Adult, Whisper, Sweet, Power et Native. Elle a aussi une banque de voix anglaise pour la rendre bilingue. Doublage : Megumi Nakajima |
| VY1v3                                                         | Femme  | Japonais                    | Bplats                                          | VY1V3 : mise à jour de VY1 pour être utilisé avec Vocaloid 3. |
| Tone Rion                                                     | Femme  | Japonais                    | MoeJapan                                        | Doublage: Nemu Yumemi |
| OLIVER                                                        | Homme  | Anglais                     | PowerFX Systems AB                              | |
| CUL                                                           | Femme  | Japonais                    | Internet Co. Ltd                                | Doublage : Eri Kitamura |
| Yuzuki Yukari                                                 | Femme  | Japonais                    | AH- Software & Vocalomakets                     | |
| Bruno                                                         | Homme  | Espagnol                    | Voctro Labs                                     | |
| Clara                                                         | Femme  | Espagnol                    | Voctro Labs                                     | |
| IA                                                            | Femme  | Japonais                    | 1st Place                                       | Doublage: Lia |
| Megpoid - Native                                              | Femme  | Japonais                    | Internet Co. Ltd                                | V3 Megpoid - Native: Bugs de VOCALOID2 GUMI fixés |
| Aoki Lapis                                                    | Femme  | Japonais                    | Studio Deen-Nico Nico Douga                     | Doublage: Nako Eguchi |
| V3 Lily                                                       | Femme  | Japonais                    | Internet Co. Ltd                                | LILYV3 : mise à jour de Lily pour être utilisé avec Vocaloid 3. |
| MAIKA                                                         | Femme  | Espagnol                    | Voctrolabs                                      | |
| Luo Tianyi (arrêt non officiel de la banque vocale japonaise) | Femme  | Chinois                     | Bplats-Shanghai II Nian-Yamaha                  | Doublage: Shan Xin (Mandarin, japonais) Kano (Japonais) |
| galaco                                                        | Femme  | Japonais                    | Internet Co. Ltd                                | Galaco NEO : mise à jour de Galaco pour la rendre plus performante. Elle peut désormais parler. Doublage: Kou Shibasaki |
| kokone                                                        | Femme  | Japonais                    | Internet Co. Ltd                                | |
| Ring Suzune (abandonnée)                                      | Femme  | Japonais                    | Yamaha                                          | Doublage: MiKA |
| Lui Hibiki (abandonné)                                        | Homme  | Japonais                    | Yamaha                                          | |
| anon                                                          | Femme  | Japonais                    | Yamaha Corporation                              | |
| kanon                                                         | Femme  | Japonais                    | Yamaha Corporation                              | |
| ZOLA PROJECT                                                  | Hommes | Japonais                    | Yamaha Corporation                              | Doublage: Minoru Takahashi (YUU) Yuu Miyazaki (KYO) M.Cayton (WIL) |
| Macne Nana                                                    | Femme  | Japonais, Anglais & Chinois | AH-Software                                     | Doublage : Haruna Ikezawa |
| VY2v3/Falsetto                                                | Homme  | Japonais                    | Bplats                                          | VY2v3 : mise à jour de VY2 pour être utilisé avec Vocaloid 3 + banque vocale VY2V3 Falsetto pour les notes les plus aiguës. |
| YANHE                                                         | Femme  | Chinoise                    | Yamaha Corporation, Shanghai He Nian            | Doublage: Seira Ryu |
| Hatsune Miku V3/English                                       | Femme  | Japonais et anglais         | Crypton Future Media                            | Extensions : Mise à jour de Hatsune Miku qui comprendra des banques de voix anglaise (Dark, Sweet, Normal, Solid & Soft) et une banque de voix japonaise, développée pour être utilisé avec Vocaloid 3 uniquement Doublage : Saki Fujita                    |
| MEIKO V3                                                      | Femme  | Japonais et Anglais         | Crypton Future Media                            | MEIKO V3/Append : mise à jour de MEIKO comprenant des banques de voix améliorées : Power, Straight, Whisper et English Doublage: Meiko Haigō |
| KAITO V3                                                      | Homme  | Japonais et Anglais         | Crypton Future Media                            | Kaito V3/Append : mise à jour de Kaito comprenant 4 nouvelles banques de voix : Straight, Soft, Whisper et English Doubleur: Naoto Fuga |
| YOHIOloid                                                     | Homme  | Japonais et Anglais         | PowerFX Systems AB                              | Doublage: YOHIO |
| Tohoku Zunko                                                  | Femme  | Japonais                    | AH-Software                                     | |
| IA ROCKS                                                      | Femme  | Japonais                    | 1st Place                                       | Mise à jour d'IA pour être plus dynamique Doublage: Lia |
| Merli                                                         | Femme  | Japonais                    | Studio Deen-Nico Nico Douga                     | Doublage: Misaki Kamata |
| MAYU                                                          | Femme  | Japonais                    | Exit Tunes                                      | Doublage: Mayumi Morinaga |
| Akikoloid-Chan                                                | Femme  | Japonais                    | Lawson, Inc.                                    | Doublage : Ari Moto |
| V flower                                                      | Femme  | Japonais                    | Yamaha                                          | |
| Anri Rune                                                     | Femme  | Japonais                    | Fuji TV                                         | |
| AVANNA                                                        | Femme  | Anglais                     | Zero G, Ltd                                     | Doublage: Rachel. |
| Rana                                                          | Femme  | Japonais                    | We've Inc & Internet Co., Ltd                   | Doublage : Ai Kakuma |
| Xin Hua                                                       | Femme  | Mandarin                    | Yamaha                                          | Doublage : Wenyi Wang |
| Yuezheng Ling                                                 | Femme  | Chinois (Mandarin)          | Shanghai HENIAN Information Technology Co. Ltd. | Doublage: Qi Inory |

### VOCALOID4
Le 20 novembre 2014 Yamaha a annoncé la sortie de Vocaloid4, qui sera publié vers Décembre 2014, et a présenté ses nouvelles fonctionnalités.
| Nom du personnage            | Genre          | Langue(s) chantée(s) | Créé par                                        | Extensions |
| ---------------------------- | -------------- | -------------------- | ----------------------------------------------- | --- |
| Hatsune Miku V4X             | Femme          | Japonais et Anglais  | Crypton Future Media                            | Mise à jour de Hatsune Miku pour Vocaloid 4 : sa voix sera plus similaire à celle de Hatsune Miku (Vocaloid 2) et bugs de Hatsune Miku V3 fixés. Elle contient les banques de voix SOFT, SOLID, DARK et SWEET. Elle possède aussi deux E.V.E.C. |
| GUMI V4                      | Femme          | Japonais et Anglais  | INTERNET Co., Ltd.                              | |
| CYBER DIVA                   | Femme          | Anglais (Américain)  | Yamaha                                          | Cyber Diva est une Vocaloid 4 anglaise faites à partir d'une nouvelle reclist pour avoir un accent américain parfait et une bonne prononciation. |
| VY1v4                        | Femme          | Japonais             | Yamaha                                          | Mise à jour de VY1V3 pour Vocaloid 4 avec 4 banques vocales (Normal, Natural, Power et Soft). |
| Megurine Luka V4X            | Femme          | Japonais et Anglais  | Crypton Future Media                            | Mise à jour de Megurine Luka pour Vocaloid4 qui comprend 2 banques de voix japonaises (Hard & Soft) et 2 banques de voix anglaises (Straight & Soft). Le tout est accompagné d'un logiciel appelé EVEC qui permet d'accéder à plusieurs banques vocales (Power, Whisper, Falsetto et bien d'autres) et de les mélanger afin de rajouter des émotions. Doublage: Yū Asakawa |
| Len/Rin Kagamine V4X/English | Homme et Femme | Japonais et Anglais  | Crypton Future Media                            | Mise à jour de Rin/Len Kagamine développée avec des banques de voix japonaises et plusieurs banques de voix anglaise pour être utilisé avec Vocaloid 4. Doublage: Asami Shimoda |
| RUBY                         | Femme          | Anglais              | Vocatone, Power FX                              | Doublage : Misha |
| Yuzuki Yukari V4             | Femme          | Japonais             | AH Software                                     | Mise à jour de Yuzuki Yukari pour Vocaloid 4. Possède 3 banques vocales appelées Lin (Power), Jun (Natural) et Onn (Whisper). |
| Nekomura Iroha V4            | Femme          | Japonais             | AH Software                                     | Mise à jour de Nekomura Iroha pour Vocaloid 4. |
| SF-A2 miki V4                | Femme          | Japonais             | AH Software                                     | Mise à jour de Miki pour Vocaloid 4. |
| Kiyoteru Hiyama V4           | Homme          | Japonais             | AH Software                                     | Mise à jour de Kiyoteru Hiyama pour Vocaloid 4. |
| Yuki Kaai V4                 | Femme          | Japonais             | AH Software                                     | Mise à jour de Yuki Kaai pour Vocaloid 4. Sa vocaliste originale ayant environ 15 ans sera remplacé par une nouvelle qui prendra la relève pour l'enregistrement de la banque vocale. |
| Sachiko                      | Femme          | Japonais             | Yamaha                                          | Sachiko est un nouveau Vocaloid féminin fait pour chanter de l'Enka. Doublage : Saki Fujita |
| V Flower V4                  | Femme          | Japonais             | Yamaha                                          | Mise à jour de V Flower pour Vocaloid 4. Amélioration de sa voix pour être plus performante. V Flower V4 possède un nouveau chara design qui accentue son côté androgyne. |
| Gakupo Kamui V4              | Homme          | Japonais             | INTERNET Co., Ltd                               | Mise à jour de Gakupo Kamui pour Vocaloid 4 avec 3 banques de voix : Native ; Power ; Whisper. |
| Fukase                       | Homme          | Japonais, Anglais    | Yamaha                                          | Doublage : Satoshi Fukase |
| ARSLOID                      | Homme          | Japonais             | Universal Music Japan & Yamaha                  | Vocaloid inspiré par le groupe de danseurs ARSMAGNA (plus précisément Akira Kano). Doublage : Akira Kano |
| RANA V4                      | Femme          | Japonais             | Yamaha                                          | Mise à jour de Rana sur Vocaloid 4 : elle est maintenant disponible pour tout le monde. |
| Otomachi Una                 | Femme          | Japonais             | INTERNET Co., Ltd                               | Doublage: Aimi Tanaka |
| CYBER SONGMAN                | Homme          | Anglais              | Yamaha                                          | |
| Yuezheng Longya              | Homme          | Chinois (Mandarin)   | Shanghai HENIAN Information Technology Co. Ltd. | Doublage: Jie Zhang |
| Xingchen ( Stardust)         | Femme          | Chinois (Mandarin)   | Shanghai HENIAN Information Technology Co.Ltd.  | Doublage : Chalili |

### VOCALOID5
| Nom du personnage   | Genre        | Langue(s) chantée(s) | Créé par                                        | Extensions                                                                            |
| ------------------- | ------------ | -------------------- | ----------------------------------------------- | ------------------------------------------------------------------------------------- |
| Amy                 | Femme        | Anglais              | Yamaha                                          |                                                                                       |
| Chris               | Homme        | Anglais              | Yamaha                                          |                                                                                       |
| Kaori               | Femme        | Japonais             | Yamaha                                          |                                                                                       |
| Ken                 | Homme        | Japonais             | Yamaha                                          |                                                                                       |
| CYBER SONGMAN II    | Homme        | Anglais (États-Unis) | Yamaha                                          |                                                                                       |
| CYBER DIVA II       | Femme        | Anglais (États-Unis) | Yamaha                                          | Deuxième version de la banque vocale Cyber Diva conçue pour avoir un accent américain |
| VY1                 | Femme        | Japonais             | Yamaha                                          |                                                                                       |
| VY2                 | Homme        | Japonais             | Yamaha                                          |                                                                                       |
| Haruno Sora         | Femme        | Japonais             | AH-Software Co. Ltd                             | Doublage: Kikuko Inoue                                                                |
| MEIKA Hime & Mikoto | Non spécifié | Japonais             | Gynoid Co., Ltd                                 | Doublage: Kotori Koiwai                                                               |
| Luo Tianyi V5       | Femme        | Mandarin et japonais | Shanghai HENIAN Information Technology Co. Ltd. | Doublage: Shan Xin (Mandarin) Kano (Japonais)                                         |
| YANHE V5            | Femme        | Mandarin             | Shanghai HENIAN Information Technology Co. Ltd. | Doublage: Seira Ryu                                                                   |
| Yuezheng Ling V5    | Femme        | Mandarin             | Shanghai HENIAN Information Technology Co. Ltd. | Doublage: Qi Inory                                                                    |

### VOCALOID6
| Nom du personnage    | Genre | Langue(s) chantée(s) | Créé par                                            | Extensions                |
| -------------------- | ----- | -------------------- | --------------------------------------------------- | ------------------------- |
| SARAH                | Femme | Anglais              | Yamaha                                              |                           |
| ALLEN                | Homme | Anglais              | Yamaha                                              |                           |
| HARUKA               | Femme | Japonais             | Yamaha                                              |                           |
| AKITO                | Homme | Japonais             | Yamaha                                              |                           |
| AI Megpoid           | Femme | Japonais             | INTERNET Co., Ltd                                   |                           |
| Po-uta               | Homme | Anglais              | Yamaha & Sample Sized, LLC                          | Doublage: Porter Robinson |
| Fuiro                | Femme | Japonais             | Yamaha & nana Music Co., Ltd.                       |                           |
| ZOLA PROJECT V6      | Homme | Japonais             | Yamaha                                              |                           |
| AI Otomachi Una      | Femme | Japonais             | MTK Inc.                                            |                           |
| SAKURA               | Femme | Japonais             | Yamaha                                              |                           |
| ASAHI                | Homme | Japonais             | Yamaha                                              |                           |
| SHION                | Femme | Japonais             | Yamaha                                              |                           |
| TAKU                 | Homme | Japonais             | Yamaha                                              |                           |
| MICHELLE             | Femme | Anglais              | Yamaha                                              |                           |
| LUCAS                | Homme | Anglais              | Yamaha                                              |                           |
| Hibiki Koto          | Femme | Japonais             | INTERNET Co., Ltd                                   |                           |
| Shiki Rowen          |       | Japonais             | MUGEN Co., Ltd                                      |                           |
| AI Megpoid SOLID     | Femme | Japonais             | INTERNET Co., Ltd                                   |                           |
| GekiyakuV            | Femme | Japonais             | KUZUTOKAZE & Yamaha                                 |                           |
| KazehikiV            | Homme | Japonais             | KUZUTOKAZE & Yamaha                                 |                           |
| galaco BLACK & WHITE | Femme | Japonais             | Stardust Music, Inc                                 |                           |
| AI Tsuina-chan       | Femme | Japonais             | Tsuina, the Ogre Hunter Project & INTERNET Co., Ltd |                           |
| YUINA                | Femme | Japonais             | Yamaha                                              |                           |
| NAOKI                | Femme | Japonais             | Yamaha                                              |                           |
| Vocalo no Ci-chan    | Femme | Japonais             | Ci the Jiangshi                                     |                           |

## Popularité
Ce logiciel cible aussi bien les musiciens professionnels que les amateurs. Son argument de vente est que les seules limites imposées sont le talent des utilisateurs. Des artistes japonais tels que Supercell (Sony Music Entertainment Japan) ont utilisé Vocaloid dans leurs compositions, et des labels japonais ont mis en vente des compilations Vocaloid.
L'un de ces albums, Exit Tunes Presents Vocalogenesis feat. Hatsune Miku, occupe dès son arrivée dans les bacs la première place dans le classement Oricon du 31 mai 2010, devenant par la même occasion le premier album estampillé Vocaloid à dominer les charts. Miku Hatsune, Len/Rin Kagamine et Kaito ont aussi servi à certains fonds sonores du jeu PangYa. Les personnages de ce même jeu ont eu droit à des costumes reproduisant certains Vocaloids (Miku, Meiko, Kaito, Rin, Len et Luka entre autres) dans la version japonaise.
Pour les fans qui voulaient essayer le logiciel Vocaloid mais qui n'étaient pas prêts à y dépenser de l'argent, UTAU a été créé. UTAU est, comme Vocaloid, un logiciel de synthèse vocale (« Utau » signifie chanter en japonais, kanji : 歌う) mais il est téléchargeable gratuitement. Kasane Teto, possédant les mêmes caractéristiques qu'un Vocaloid, est une des Utau les plus populaires. Les fans de Vocaloid ont aussi créé un logiciel d'animation 3D, appelé Miku Miku Dance (MMD), qui permet de mettre en scène les mascottes Vocaloid (grâce à des modèles en 3D) le plus souvent dans des chorégraphies. Des modèles des Vocaloid ont été créés, mais sont apparus avec le temps des modèles de personnages d'anime ou de manga. Des concours sont régulièrement organisés pour récompenser les meilleurs animateurs, comme la MMD Cup.

## Produits dérivés
Il y a eu au Japon huit jeux mettant en scène Hatsune Miku, Rin et Len Kagamine, Luka Megurine, Kaito, Meiko mais également Haku Yowane et Neru Akita, des dérivées de Miku : Project DIVA, Project DIVA 2d, Project Diva Extend (sur PSP), Project DIVA Dreamy Theater (sur PS3), Project DIVA Dreamy Theater 2d, Project DIVA Dreamy Theater Extend, Project Diva F, Project DIVA F2nd (sur PlayStation Vita et PlayStation 3), Project Mirai, Project Mirai 2, Project Mirai DX (sur 3DS), Miku Flick, Miku Flick 2 (sur iPhone), Hatsune Miku Project DIVA X (sur PlayStation Vita et PlayStation 4), Hatsune Miku Project DIVA Future Tone, Hatsune Miku Project DIVA Future Tone DX (sur PlayStation 4), Hatsune Miku Future Live (sur PlayStation VR), Hatsune Miku Project DIVA Arcade (sur Arcade Sega Ring Edge), Hatsune Miku Project DIVA Arcade Future Tone (sur Arcade Sega NU) ainsi que Project Sekai: Colorful Stage! feat. Hatsune Miku (sur Android et iOS).
Groove, le fabricant des poupées Pullip, a sorti plusieurs modèles reprenant les chanteurs virtuels les plus populaires de Vocaloid : Miku Hatsune, Rin Kagamine et Len Kagamine en avril 2011, Luka Megurine et Kaito en septembre 2011, et Meiko en juin 2012.
Good Smile Company a créé beaucoup de Nendoroid de Vocaloid. Ces figurines représentent Miku, Len, Rin et Luka dans plusieurs tenues qui viennent de leurs chansons ou de leur design officiel. Il y en a aussi de MEIKO et KAITO mais elles n'ont pas beaucoup de versions et sont moins populaires, comme Gumi ou Gakupo.